# Torshagsån
Torshagsån är en knappt 5 km lång å i Norrköpings kommun som löper från Nedre Glottern genom Åby till utloppet i Bråviken. Fallhöjden är 80 meter. Avrinningsområdet är 35 km² och innehåller sjöar som Övre Glottern och Bärsjön.